# Wescley Pina Gonçalves
Wescley Pina Gonçalves Nascimento (Vila Velha, 15 de fevereiro de 1984) é um ex-futebolista brasileiro que atuava como zagueiro.

## Carreira

### Vasco da Gama
Wescley foi revelado pelo CR Vasco da Gama em 2003. Nas categorias de base do clube cruzmaltino defendeu a Seleção Brasileira Sub-17. 

### Maccabi Haifa
Foi vendido para o Maccabi Haifa, de Israel.

### Corinthians
Em setembro] de 2005, foi contratado pelo Corinthians. Logo na estréia ajudou a equipe na partida Corinthians 2-0 Atlético Paranaense, em 11 de setembro do mesmo ano.

### Estrela Amadora
Em 2006, foi transferido ao CF Estrela Amadora.

### Juventude
Atuou pelo Esporte Clube Juventude, no Campeonato Brasileiro 2007. Durante sua passagem por Caxias do Sul sofreu um assalto e seu filho foi baleado. Felizmente, o bebê sobreviveu à ocorrência.

### Criciúma
Em 2008, Wescley jogou pelo Criciúma e, em 2009, pelo Ceará.

### Ponte Preta
Em 2011, foi apresentado no Ponte Preta, junto com os novos uniformes. Em abril de 2012, pisou em buraco, causando rompimento nos ligamentos cruzados do joelho direito, no estádio Estádio Barão de Serra Negra, onde a Ponte Preta perdeu de 2–1 para o XV de Piracicaba e ficou 11 meses afastado do gramado. Voltou no jogo contra o Paulista, onde a Ponte Preta venceu por 1–0. No dia 14 de abril de 2013, contra o Mirassol, começou a sentir dores no joelho direito e Wescley foi substituído por precaução no intervalo, saiu andando normalmente do estádio, mais exames apontaram um problema no ligamento lateral do joelho direito, e Wescley operou no dia 18 de abril, e o tempo previsto de recuperação é de quatro meses.

## Títulos
Vasco da Gama
- Taça Rio: 2004

Maccabi Haifa
- Campeonato Israelense: 2004-05
- Copa Milk: 2004

Corinthians
- Campeonato Brasileiro: 2005

Ponte Preta
- Campeonato Paulista do Interior: 2013